# Lirularia iridescens
Umbonium costatum (лат.) — вид морских брюхоногих моллюсков семейства трохиды.
Высота раковины достигает 7 мм, диаметр 6½ мм. Она толстая и твёрдая, беззубчатая или слегка ребристая, шаровидно-конической формы. Ярко переливается под тонкой коричневатой кутикулой с отблесками преимущественно зеленого и золотистого оттенков. Шпиль более или менее приподнят, вершина острая. Швы хорошо заметны. Раковина имеет около пяти оборотов, заметно выпуклых. Оборот раковины шаровидный и округлый. Иногда под швами появляются короткие коричневые фламулы. Устье почти круглое, внутри почти гладкое (слегка желобчатое), с яркой переливчатостью. Колумеллы дугообразные, слегка расширены у основания и либо закрывают перфорацию наверху, либо оставляют узкую щель.
Встречаются в западной части Тихого океана: Жёлтое море, Японское море, Южные Курильские острова. Обитает от нижней части литорали до 20 м, в основном на водорослях и морских травах, реже на камнях и скалах. Оплодотворение наружное. Размножаются в конце весны — начале лета. Живут до 2-3 лет. Они безвредны для человека, их охранный статус не оценивался, объектами промысла не являются.